# Krystle Robba
Pour les articles homonymes, voir Robba.
Krystle Robba, est une danseuse et mannequin gibraltarienne née le 18 mars 1986. Elle a été élue Miss Gibraltar 2008. Elle est la 46e Miss Gibraltar.
Elle parle couramment l'espagnol et l'anglais.

## Biographie

### Élection Miss Gibraltar 2008
À l'âge de 21 ans, Krystle Robba est élue Miss Gibraltar 2008 le 5 juillet 2008 et succède à Danielle Perez, Miss Gibraltar 2007. Le concours a été organisé par la société de production Santos Productions dans les jardins de l'Alameda à Gibraltar. Il a été animé par le directeur de la production gibraltarien Christian Santos et l'animatrice de télévision gibraltarienne Davina Barbara de GBC (en) et a été produit par l'équipe de production Santos. 
Ses dauphines :
- 1re dauphine : Samantha Enriles
- 2e dauphine : Kathryn Gonçalves

#### Parcours
- Miss Gibraltar 2008.
- Candidate à Miss Monde 2008 à Johannesbourg, en Afrique du Sud.